# Raadhuis van Roosendaal

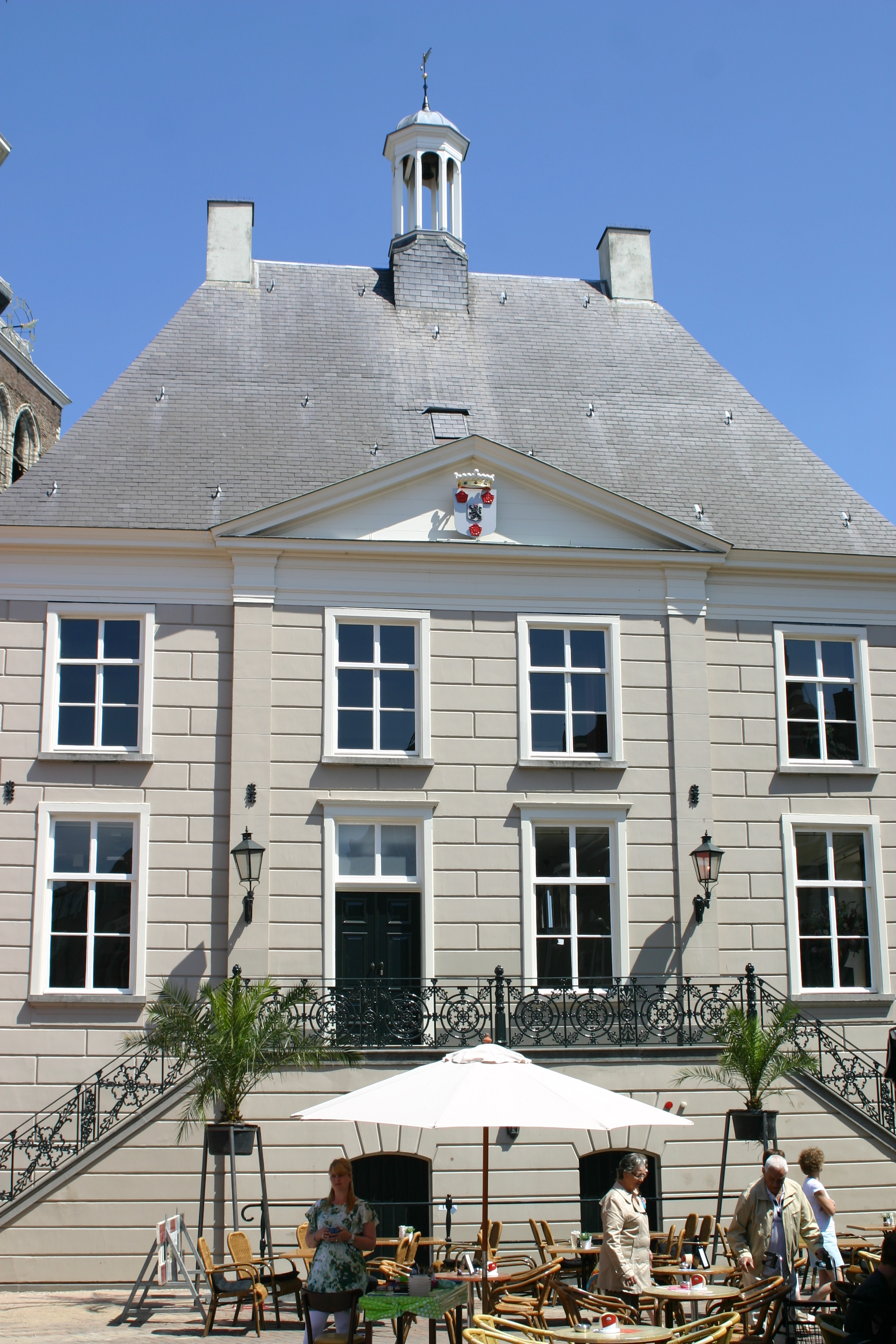
Raadhuis van Roosendaal.

Het voormalige Raadhuis van Roosendaal is een oorspronkelijk laat-16e-eeuws gebouw aan de Markt 1 in Roosendaal.
Het gebouw is in de loop der jaren herhaaldelijk gewijzigd. Slechts de overwelfde benedenruimte bleef behouden. Omstreeks 1750 werd het rechthoekige gebouw voorzien van een schilddak met dakruiter en een voorgevel met middenrisaliet en fronton. In 1895 werden verdere wijzigingen aangebracht die echter in 1975 weer ongedaan werden gemaakt.
In de voormalige raadszaal bevindt zich een stenen schouw in Lodewijk XV-stijl uit 1752, vervaardigd door de Antwerpse kunstenaar M. Danco. Het gebouw heeft de status rijksmonument.